# Andrej Rubljov (film)
Andrej Rubljov (rusko Андрей Рублёв) je sovjetski biografski zgodovinski dramski film iz leta 1969, ki ga je režiral Andrej Tarkovski in zanj tudi napisal scenarij skupaj z Andrejem Končalovskim. Film je predelava in nova montaža filma Tarkovskega Pasijon po Andreju iz leta 1966, ki je bil cenzuriran v prvem desetletju vladanja Brežnjeva. Ohlapno temelji na življenju Andreja Rubljova, ruskega slikarja ikon iz 15. stoletja. V glavnih vlogah nastopajo Anatolij Solonicin, Nikolaj Grinko, Ivan Lapikov, Nikolaj Sergejev, Nikolaj Burljajev in tudi režiserjeva žena Irma Rauš. Kot znanstveni svetovalec je pri filmu sodeloval znan ruski restavrator in umetnostni zgodovinar Sava Jamščikov. Dogajanje je postavljeno v čas Moskovske velike kneževine, ob zgodbi o Rubljovu pa želi prikazati realistični portret srednjeveške Rusije. Tarkovski je poskušal ustvariti film, ki prikazuje umetnika kot »svetovno-zgodovinsko osebnost« in »krščanstvo kot aksiom ruske zgodovinske identitete« v času turbulentnega obdobja ruske zgodovine, ki je pripeljal do Ruskega carstva. Ukvarja se s temami umetniške svobode, vere, politične dvoumnosti, avtodidaktizma in umetniškega ustvarjanja pod represivnim režimom. Zaradi tega film ni bil predvajan v Sovjetski zvezi več let po nastanku, z izjemo ene projekcije leta 1966 v Moskvi.
Film je bil premierno prikazan maja 1969 na Filmskem festivalu v Cannesu, kjer je osvojil nagrado Mednarodnega združenja filmskih kritikov. Leta 1971 se začeli v Sovjetski zvezi prevajati cenzurirano različico filma, še bolj skrajšan zaradi komercialnih razlogov pa je izšel v ZDA leta 1973, zato film obstaja v več različicah. Po večletnem zamiku zaradi cenzure je naletel na dobre ocene zahodnih kritikov, ki so ga označili za zelo izviren in dovršen film. Med kritiki je še pridobil na veljavi ob restavriranju prvotne različice filma, ki ga nekateri uvrščajo med najboljše filme vseh časov, visoko se uvršča tudi po anketah filmskih kritikov in režiserjev s strani revije Britanskega filmskega inštituta Sight & Sound.

## Vloge
- Anatolij Solonicin kot Andrej Rubljov
- Nikolaj Grinko kot Daniil Čorny
- Nikolaj Sergejev kot Teofan Grk
- Nikolaj Burljajev kot Boriska
- Ivan Lapikov kot Kiril
- Jurij Nikulin kot Patrikej
- Jurij Nazarov kot princ Jurij Zvenigoroški/veliki princ Vasilij I. Moskovski
- Rolan Bikov kot the Skomoroh
- Irma Rauš kot Duročka
- Mihail Kononov kot Foma
- Nelly Snegina - Marfa
- Nikolaj Glazkov kot Jefim
- Bolot Bejšenalijev kot Edigu
- Irina Mirošničenko kot Marija Magdalena